# Pießling-Ursprung
Pießling-Ursprung är en källa i Österrike.   Den ligger i förbundslandet Oberösterreich, i den centrala delen av landet, 170 km väster om huvudstaden Wien. Pießling-Ursprung ligger 1 005 meter över havet.
Terrängen runt Pießling-Ursprung är bergig österut, men västerut är den kuperad. Närmaste större samhälle är Liezen, 14,2 km söder om Pießling-Ursprung. 
I omgivningarna runt Pießling-Ursprung växer i huvudsak blandskog. Runt Pießling-Ursprung är det ganska glesbefolkat, med 43 invånare per kvadratkilometer.